# 馬丁內斯 (喬治亞州)
馬丁內斯（英語：Martinez）是位於美國喬治亞州哥倫比亞縣的一個人口普查指定地區。

## 地理
馬丁內斯的座標為33°30′58″N 82°06′00″W / 33.51611°N 82.10000°W，而該地最高點為海拔高度110米（即361英尺）。

## 人口
根據2010年美國人口普查的數據，馬丁內斯的面積為37.90平方千米，當中陸地面積為37.60平方千米，而水域面積為0.30平方千米。當地共有人口35795人，而人口密度為每平方千米944人。